# Katedra Wniebowzięcia Matki Bożej w Hildesheimie

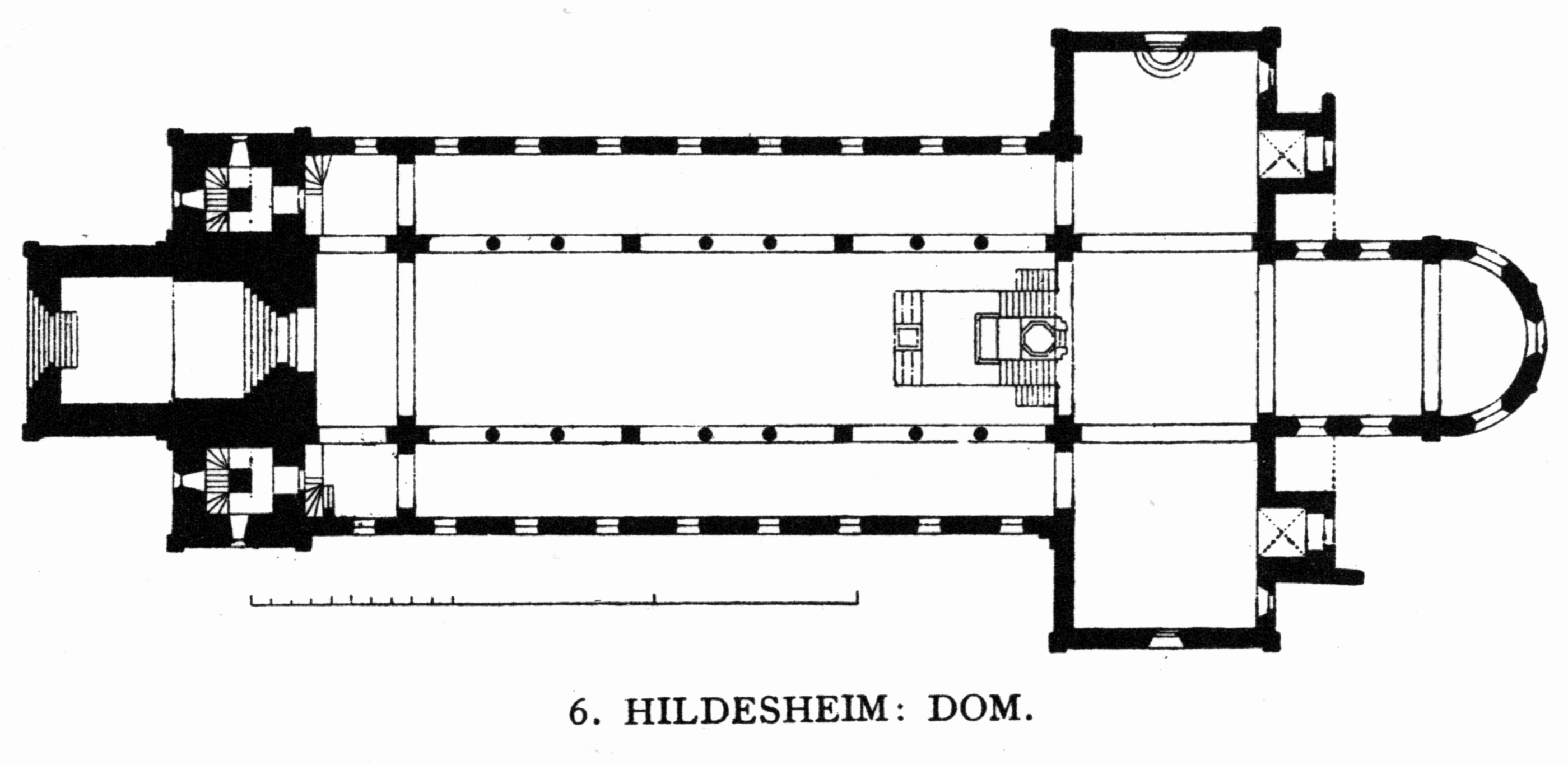
Plan katedry

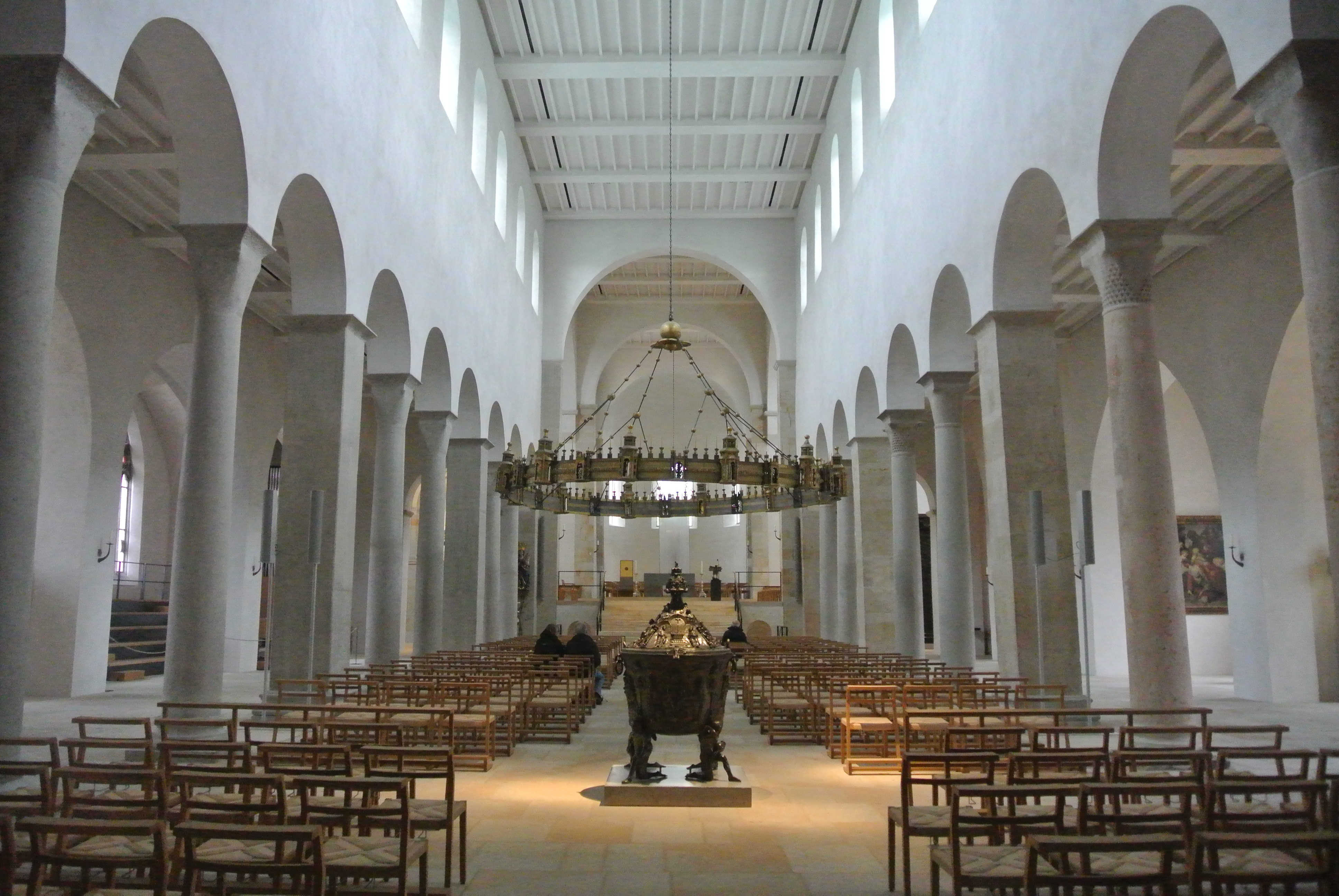
Wnętrze katedry

Katedra Wniebowzięcia Matki Bożej (również Katedra Mariacka w Hildesheimie) – rzymskokatolicki kościół katedralny zbudowany w stylu romańskim, znajdujący się w Hildesheimie, w Dolnej Saksonii, w środkowych Niemczech. Odbudowany po ogromnych zniszczeniach wojennych w latach 1950–1960, wpisany na listę dziedzictwa kulturowego UNESCO w 1985 r.

## Historia

### Budowa
Kamień węgielny pod budowę katedry w Hildesheimie położył w 852 r. biskup Altfrid. Trójnawowa bazylika krzyżowa z transeptem została poświęcona w 872. Spłonęła w wielkim pożarze, odbudowana w 1046 przez biskupa Hazilo. Z niewielkimi przebudowaniami w XI-XIV w. oraz barokizacją wnętrza, przetrwała do II wojny światowej.

### Zniszczenia wojenne
W czasie nalotów II wojny światowej katedra została praktycznie zrównana z ziemią. Odbudowa trwała 10 lat (1950-60) i ograniczyła się do stylu wczesnoromańskiego.

## Wyposażenie wnętrza
Katedra słynie ze świetnie zachowanych obiektów z brązu z czasów biskupa Bernwarda (993–1022):
- Drzwi Bernwarda (niem. Bernwardstür) (1015) – dwudrzwiowe wrota z brązu (wys.4,72 m), pierwotnie wykonane dla kościoła św. Michała; przeniesione do zachodniego portalu katedry. Na lewym skrzydle przedstawione są sceny ze Starego Testamentu, m.in. opowieść o Adamie i Ewie, a na prawym nowotestamentowe sceny z życia Chrystusa.
- Kolumna Chrystusa (niem. Christussäule) (1020) – odlana z brązu na wzór kolumn tryumfalnych stawianych przez cesarzy w Rzymie[5], przedstawia 24 sceny z życia Chrystusa od chrztu w Jordanie po wjazd do Jerozolimy. Kolumna stała w chórze wschodnim kościoła św. Michała aż do XVIII w., kiedy to mieszkańcy miasta przenieśli ją na dziedziniec katedry, by ratować ją przed przetopieniem. Z początkiem XIX w. kolumna stanęła w południowym transepcie katedry.
- Świecznik Hezilo (niem. Heziloleuchter) (ok. 1065) – romański świecznik kolisty (średnica: ok. 6m), służył za wzór świeczników w katedrze w Akwizgranie i Großcomburg. Symbolizuje wizję niebiańskiego miasta Jeruzalem.
- Chrzcielnica Wilbernusa: późnoromańska chrzcielnica z brązu (1225) – wsparta na barkach czterech klęczących postaci symbolizujących rajskie rzeki: Eufrat, Tygrys, Phison (Ganges) i Gion (Nil). Po bokach chrzcielnicy umieszczono cztery reliefy przedstawiające chrzest Chrystusa w Jordanie, przejście przez Morze Czerwone, transport Arki Przymierza przez Jordan oraz scenę wotywną ukazującą fundatora Wilbernusa u stóp Matki Boskiej. Przykrywę chrzcielnicy zdobią również cztery sceny: Chrystusa i grzesznicy żałującej za grzechy, rzezi niewiniątek, siedem uczynków miłosiernych oraz zakwitnięcie laski Aarona.

Inne obiekty:
- Ołtarz główny: relikwiarz św. Epifaniusza z Pawii, patrona katedry (pierwsza poł. XII w.)
- Prawy filar przed ołtarzem głównym: Madonna z kałamarzem (niem. Tintenfassmadonna) (ok. 1430) – drewniana figura Madonny z Dzieciątkiem (ok. 180 cm), wygięta w charakterystyczną dla gotyku literę s. Madonna prawą ręką podtrzymuje kałamarz, a nagi Jezus trzyma w rękach pióro. Motyw piszącego Jezusa jest bardzo rzadki w sztuce sakralnej.
- Krypta: relikwiarz św. Gotarda z Hildesheimu

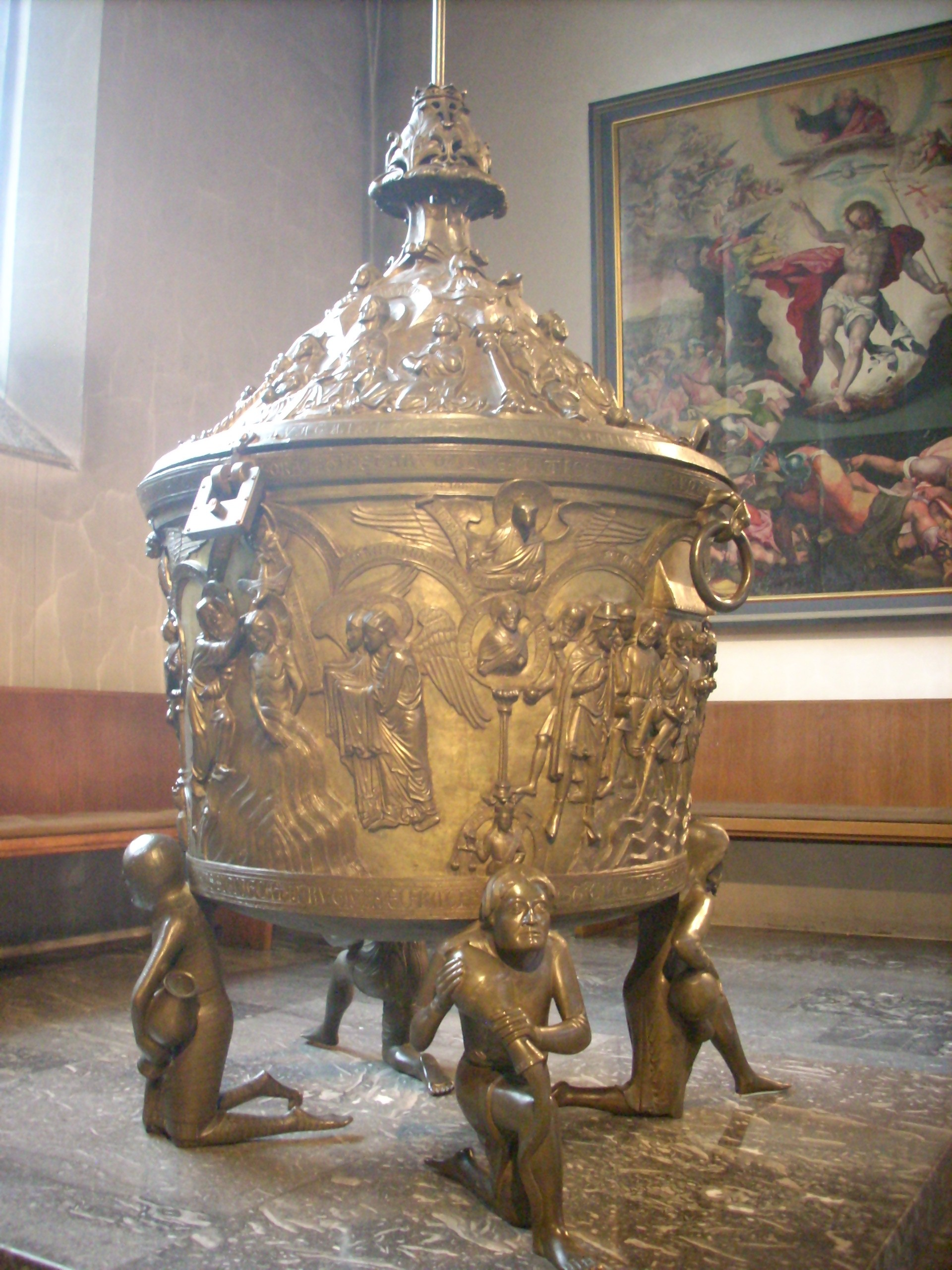
Późnoromańska chrzcielnica, 1225 r.
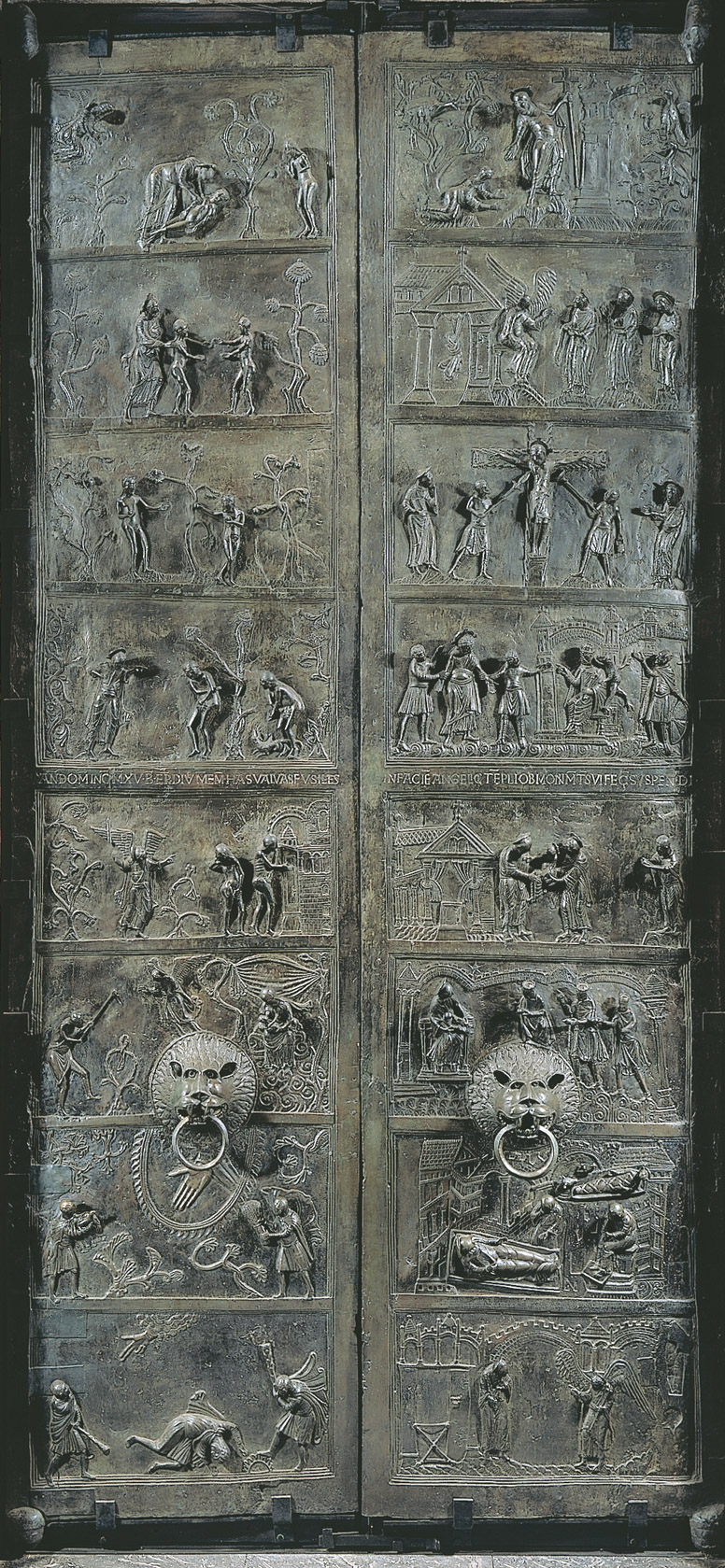
Wrota Bernwarda, 1015
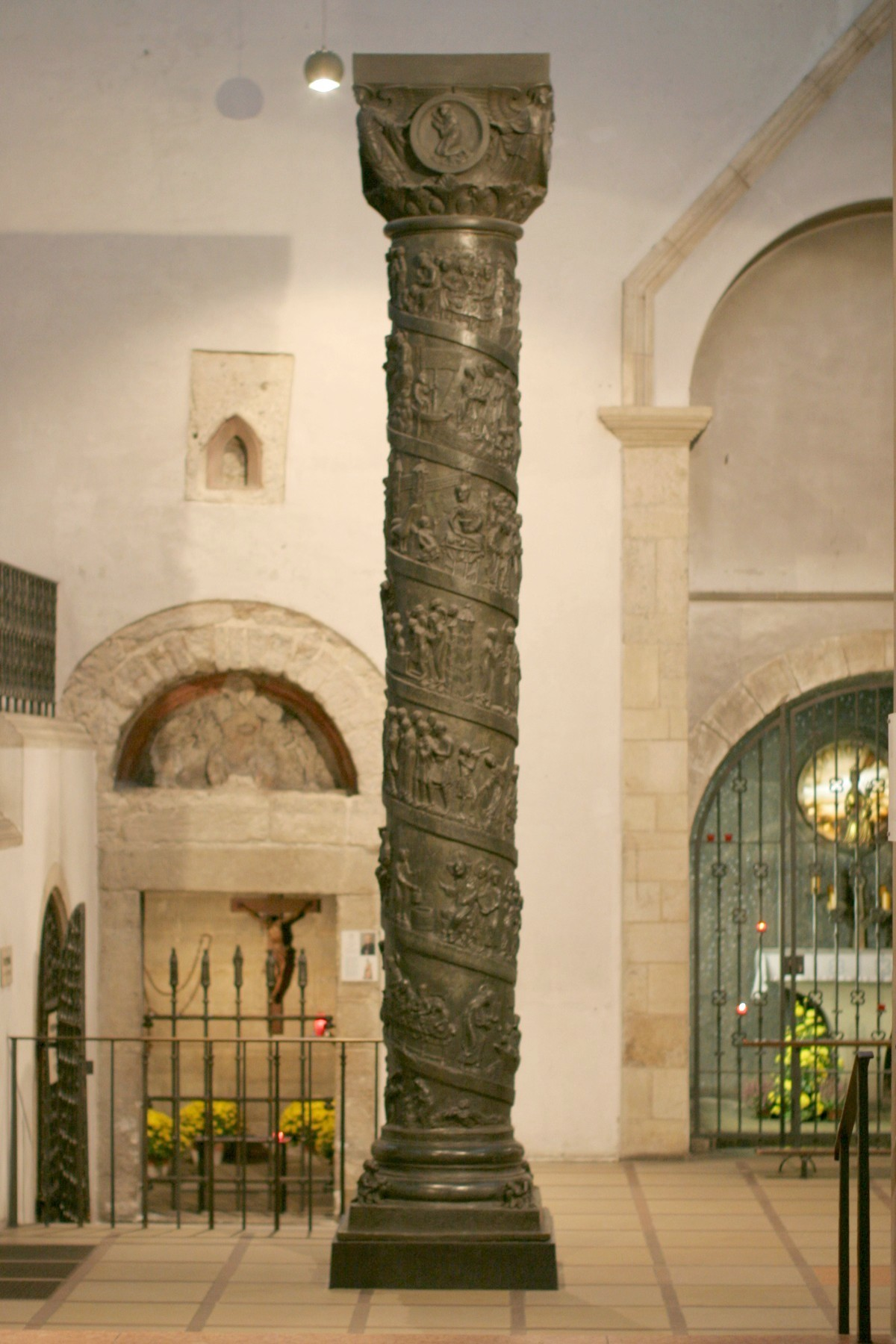
Kolumna Chrystusa, 1020
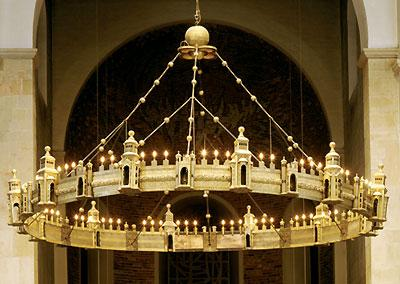
Świecznik biskupa Hezilo, ok. 1065

## Muzeum katedralne
W muzeum diecezjalnym znajdują się drugie pod względem znaczenia zbiory sztuki sakralnej w Niemczech, obejmujące obiekty ze skarbca katedralnego (niem. Domschatz) wpisane w 1985 na listę dziedzictwa kulturowego UNESCO.
- krzyż św. Bernwarda (niem. Bernwardskreuz) (ok. 1150) – długo wierzono, że krzyż został wykonany przez samego św. Bernwarda, co jest jednak mało prawdopodobne. Krzyż ma ok. 50 cm wysokości, jest wykonany ze złota i bogato zdobiony kamieniami szlachetnymi. Pośrodku znajduje się miniaturowy relikwiarz, zawierający fragmenty drewna z krzyża Chrystusa. Relikwie Św. Krzyża odnalazła w Jerozolimie i przywiozła do Europy matka cesarza Konstantyna, święta Helena.
- Złota Madonna (przed 1022) – drewniana rzeźba madonny pokryta złotą folią
- ewangeliarz św. Bernwarda (ok. 1000) – bogato zdobiona księga liturgiczna
- srebrne świeczniki św. Bernwarda (przed 1022)
- ornat św. Bernwarda (ok. 1000)
- relikwiarz NMP (początek IX w.)
- krzyż Henryka Lwa
- trzy krucyfiksy w kształcie tarczy (niem. Scheibenkreuz)
- relikwiarz św. Oswalda
- kielich św. Bernwarda (XV w.)

## Tysiącletni krzew różany

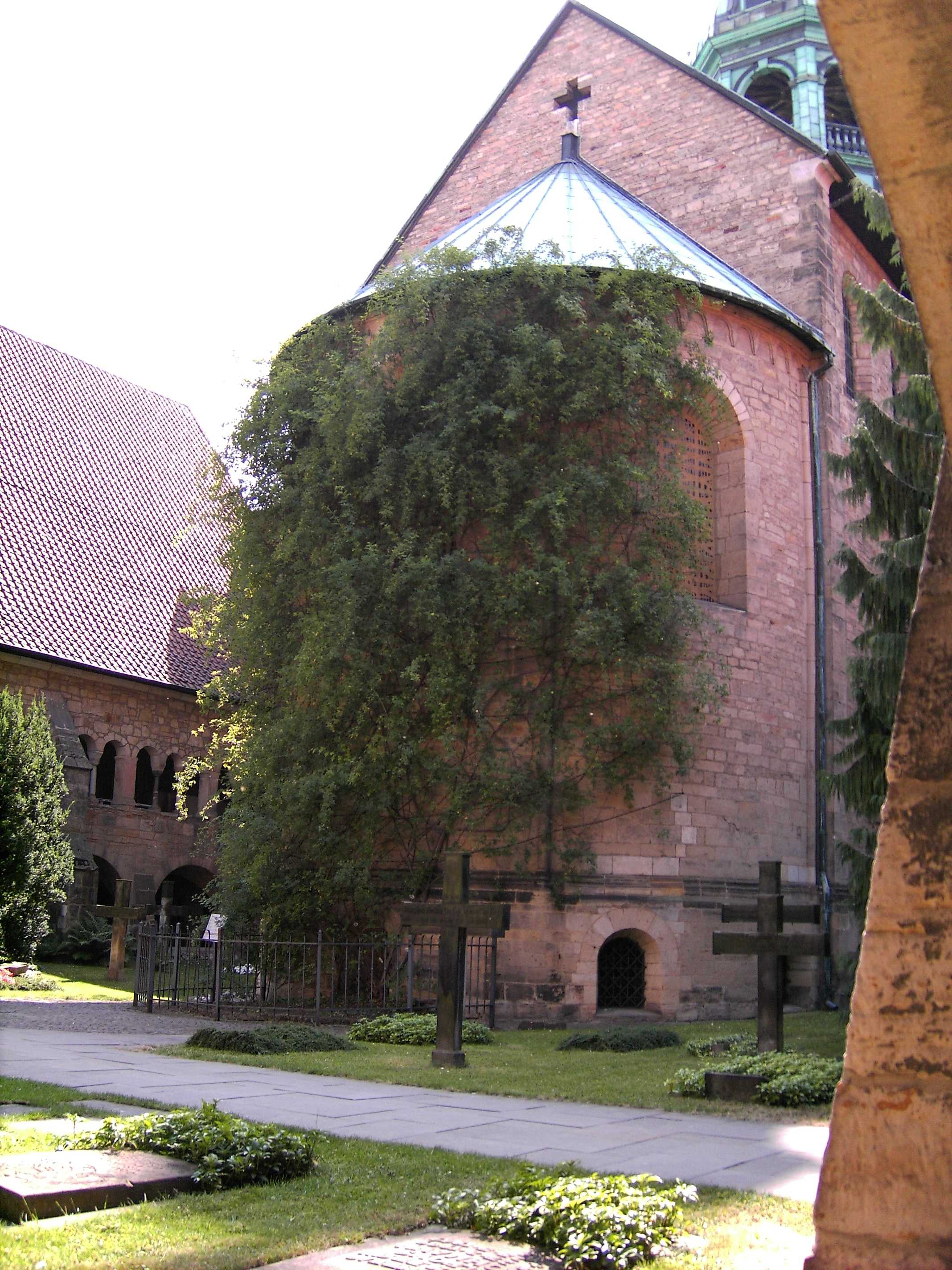
Tysiącletni krzew dzikiej róży (niem. Tausendjährige Rosenstock)

Przy budynku kościoła od strony apsydy rośnie tzw. tysiącletni krzew różany (niem. Tausendjährige Rosenstock). Jego dokładny wiek nie jest znany. Jest to krzew dzikiej róży, która może przetrwać wiele lat, o ile jej korzenie pozostają nie naruszone. Dokumenty historyczne poświadczają, że róża rośnie w tym miejscu od ok. 400 lat.
Wedle legendy róża rośnie tu przynajmniej od 815 kiedy to cesarz Ludwik I Pobożny, jeden z synów Karola Wielkiego, zgubił się w lesie w trakcie polowania i kazał odprawić mszę w intencji odnalezienia drogi. Było to w pobliżu Hildwins Heim (domu chłopa Hildwina). Relikwiarz maryjny z kaplicy królewskiej zawieszono na czas mszy na gałązce dzikiej róży. Po mszy jednak nie dawał się zdjąć, co cesarz odczytał jako znak, że właśnie w tym miejscu, a nie jak planowano wcześniej w Elze, ma powstać nowe biskupstwo poświęcone Marii, której symbolem jest róża.
W czasie II wojny światowej róża została zniszczona wraz z katedrą. Pomimo zwęglonych łodyg, zaczęła odrastać i zakwitła, stając się symbolem miasta Hildesheim.
Róża z Hildesheim uważana jest za najstarszą żywą różę na świecie.